# Estats Confederats d'Amèrica
Els Estats Confederats d'Amèrica (en anglès: Confederate States of America) (també coneguts com la Confederació, en oposició a la "Unió", que representen els Estats Units d'Amèrica) van ser l'entitat política que es va formar el 4 de febrer, 1861 per 6 estats esclavistes del sud dels Estats Units (Carolina del Sud, Mississipi, Florida, Alabama, Geòrgia, i Louisiana). L'estat de Texas s'hi va unir el març. Aquests 7 estats van separar-se dels Estats Units i van prendre el control de les instal·lacions navals i militars, dels ports i de les oficines duaneres dins de les seves fronteres. Aquest esdeveniment va ser l'inici de la Guerra Civil dels Estats Units. La Secessió es basava en el suposat dret que tenien els estats de la Unió a separar-se, dret que la Unió va declarar inconstitucional.

## Antecedents
Després de la independència dels Estats Units, la seva primera constitució, que durà del 1777 al 1787 establia una confederació de tretze repúbliques, però fracassà per motius polítics, principalment perquè les necessitats de la guerra amb els anglesos requerien un govern central fort. Només protestaren Virgínia, Maryland i les dues Carolines. El 1804 s'abolí l'esclavatge a alguns estats del Nord, la qual cosa també provocà protestes, puix que l'esclavitud era la base de l'economia agrícola del Sud.
Darrerament, però, alguns estudiosos han tret importància a la qüestió de l'esclavatge com a desencadenant, puix que no tots els estats esclavistes se separaren. Endemés, molts prohoms eminents surenys (Lee o Davis) alliberaren llurs esclaus, fins i tot hom creu que, amb el temps, ho haurien suprimit com un anacronisme.
Per aquesta raó es va establir com a frontera de l'esclavitud la línia Mason-Dixon, entre Maryland i Pennsilvània. Mentrestant, els governants del sud eren aristòcrates terratinents partidaris del lliurecanvisme, mentre que els del nord eren burgesos industrials, principalment urbans, partidaris del proteccionisme econòmic i d'un sistema bancari nacional. Els primers, malgrat no tenir un partit que els defensés i representés, mantingué una forta influència en el partit whig o demòcrata amb John Breckinridge, fins que aquest es va escindir en dos el 1860, una dirigida pel nordista Stephen Douglas i l'altra pel sudista Breckinridge.
Abans de la guerra civil, la constitució proveïa un mitjà pel debat pacífic sobre el govern futur, i els conflictes causats per la ràpida expansió de la nació s'havien pogut resoldre. Durant dècades, s'havia mantingut un balanç en el nombre d'estats "lliures" (on l'esclavatge era il·legal) i estats "esclaus" (on l'esclavatge era permès), perquè el Senat tingués umissió de Kansas, com a estat esclau va ser bloquejada, i s'esperava la seva admissió com a estat lliure el 1861. Amb una població creixent (la qual cosa significava més poder de massa democràtica) al nord industrialitzat, amb la ruptura del sistema bipartidista (amb la creació del Partit Republicà dels Estats Units), i amb la creixent hostilitat d'ideologies, era impossible continuar amb solucions pacífiques als conflictes per tal d'evitar la crisi.
Les causes de la separació foren molt profundes, més del que hom pensa, i basades en: 
- Oposició a les tarifes protectores a la indústria del Nord, puix que perjudicaven l'agricultura del Sud. El senador sudista John Calhoun defensà al Senat aferrissadament el lliurecanvisme.
- Oposició al centralisme del govern de Washington DC.
- La crisi econòmica del 1857, la qual afectarà especialment l'agricultura del Sud.
- L'espinós tema de l'esclavatge, basat en motivacions econòmiques. Els sudistes necessitaven esclaus per a les plantacions, però als nordistes els interessava més que fossin lliures, perquè aixía emigrarien i serien mà d'obra barata a les indústries del nord. El problema de la llibertat no comportava igualtat de drets. Aquest problema, encetat per la novel·la Uncle Tom's Cabin (La cabana de l'oncle Tom) de Harriet Beecher Stowe, una dama de Delaware que no coneixia la realitat del Sud, provocà fortes polèmiques.
- La guerra de Kansas del 1862 per la constitució del nou Estat. Hi fou abolida l'esclavitud per tal de no augmentar el nombre d'estats esclavistes (fins aleshores havien estat inclosos equitativament).
- La revolta de John Brown (1858-1859), qui alliberà un bon nombre d'esclaus negres i es va fer fort a Harpers Ferry (Virgínia). Fou fet presoner i forcat després de les exigències dels estats del sud. Per uns fou sant, pels altres un bandit.

## La secessió

Mapa dels territoris reclamats pels Estats Confederats d'Amèrica

Durant l'hivern del 1860, després que les eleccions presidencials donessin la victòria al candidat republicà antisudista Abraham Lincoln, sis estats del sud decidiren separar-se de la Unió. Encapçalats per Carolina del Sud, pionera del Moviment, amb ella Geòrgia, Florida, Mississipi, Alabama i Louisiana abandonaren la Unió. El 4 de febrer, 1861 també se separà Texas, i tots set es reuniren a la Conferència de Montgomery, on dediciren:
1. Elaborar una nova Constitució per a la Confederació
2. Nomenar funcionaris provisionals
3. Actuar com a Congrés Provisional. És nomenat president provisional Howell Cobb.

El 4 de març fou elegit president dels Estats Units Abraham Lincoln, republicà partidari de defensar la unió aferrissadament. Per això reforçarà Fort Sumter, cosa considerada com una provocació pels sudistes.

## Govern confederat

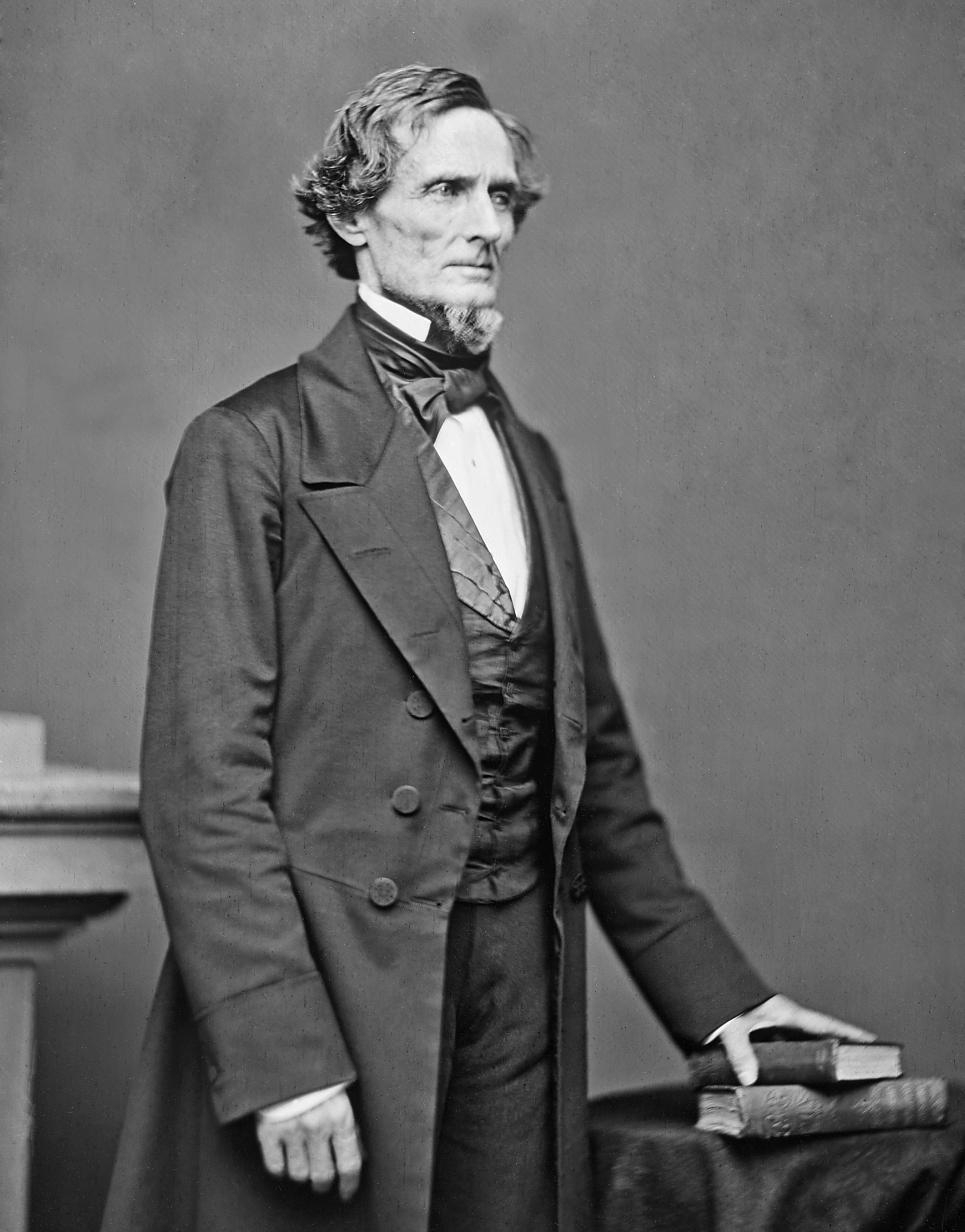
El President Jefferson Davis

L'11 de març, 1861 s'hi afegiren Virgínia, Tennessee, Carolina del Nord i Arkansas. Maryland, malgrat que els esclavistes hi eren majoria, no s'hi va unir. Missouri i Kentucky, així com Delaware, hi enviaren representants, i si no s'hi apuntaren fou perquè els intents dels sudistes de constituir-hi governs confederats foren avortats per l'exèrcit federal. A Missouri, però, un grapat de guerrillers van fer la guerra pel seu compte contra la Unió.
Aquell dia tots els representants votaren una nova constitució, calcada de la de la unió i només diferenciada pels punts: 
1. Declaració explícita de la sobirania dels estats sobre la Confederació.
2. Protecció de l'esclavitud, encara que era prohibida la tracta i la compra d'esclaus a Àfrica.
3. Establiment d'aranzels de caràcter més protector que no pas recaptadors.
4. Prohibició de fer millores interiors amb cabals federals.
5. El president serà escollit per sis anys, sense reelecció.
6. Els membres del govern podien ser diputats, però sense vot. Això no es va arribar a posar en pràctica
7. El president podia vetar els projectes de llei relacionat amb crèdits aprovats pel congrés.

Entre altres coses, però, no farien menció al dret de separació de qualsevol estat, punt de fricció amb el Nord. Mentrestant, al Nord, en plenes eleccions, debatien sobre si el Sud tenia o no dret a secessionar-se, al Sud es formaven el primer i únic govern, compost per:

Bandera naval de la Confederació

També es crearen tribunals de districte, però no pas un Tribunal Suprem, malgrat establir-lo la nova constitució. Els estats, però, en general foren refractaris a participar en el govern federal.
L'1 de juny de 1861 el correu passà a mans de la Confederació. També foren ocupades totes les dependències funcionals, llevat les guarnicions de Fort Sumter (Carolina del Sud) i Fort Pikes (Pensacola). Encunyaren moneda i segells propis, i començaren a recaptar tributs. El juliol del 1861 la capital definitiva de la Confederació fou traslladada a Richmond (Virgínia) per tal d'acontentar els virginians, però situada en un indret vulnerable. Malgrat no tenir tants efectius humans com el Nord, el Sud comptava amb els millors generals de l'exèrcit federal, com Robert Lee o Thomas Stonewall Jackson, que es posaren a les ordres de Jefferson Davis.
Després de la Batalla de Fort Sumter, quatre estats més (Virgínia, Arkansas, Tennessee i Carolina del Nord) es van unir a la Confederació; en total 11 estats. Els governs de Kentucky i Missouri van romandre dins la Unió, però, les faccions rivals de l'estat van ser acceptades com a membres de la confederació, i per això, el nombre total d'estats que la van formar és sovint considerat tretze. La major part de la vida d'aquesta nació va estar involucrada en la Guerra Civil, defensant-se de les forces de la Unió. Hi havia altres territoris que donaven suport a la Confederació.
El 1861, es va declarar la llei marcial a Maryland, l'estat que envolta la capital dels Estats Units, per a evitar qualsevol intent de secessió. El 1863, durant la guerra, un grup unionista de l'estat de Virgínia es va separar d'aquest estat, formant l'estat de Virgínia de l'Oest, que es va convertir en un altre estat de la Unió fins ara.

## Situació dels estats del sud durant de la guerra
El sud tenia l'avantatge de millors línies interiors i posició defensiva amb fronteres naturals, però això era minvat per l'escassetat d'homes i recursos. Tenia una línia de front llarga i extensa, amb gran quantitat de posicions. Això provocà la dispersió dels pocs recursos disponibles.
No tenien armada, encara que blindaren el vell vaixell Merrimac i compraren per peces alguns vaixells de guerra a anglesos i francesos.Creien que els anglesos tindrien més en compte el cotó sudista que els productes industrials del Nord, i per això requisaren el cotó com a mesura de pressió. Només aconseguiren que França i Gran Bretanya els reconeguessin com a bel·ligerants, la qual cosa no els comprometia a res. Endemés, hi havia un sentiment antiesclavista molt fort a Gran Bretanya, el cotó el compraven a millor preu a l'Índia, i comptava més el blat del nord. Per contra, els nordistes blocaren els ports del sud i no pogueren exportar els seus productes per mar.
Els estats confederats permeteren el pagament dels impostos en espècies, degut a l'escassetat de moneda, i només promogueren un emprèstit estranger, amb els Erlander de París. En acabar la guerra, la inflació es disparà. Les indústries es desenvoluparen poc i només per necessitats militars. Els transports per ferrocarril eren insuficients per a la guerra. Se n'improvisaren alguns, però no n'hi hagué prou.

## Conseqüències de la guerra
Encara que hi ha moltes raons que van provocar la secessió dels estats, la principal va ser la qüestió de l'esclavatge, que els estats del nord volien abolir, però, que era molt beneficiosa econòmicament per als estats del sud. La Guerra civil dels Estats Units, va acabar amb la derrota de la Confederació el 1865, els estats de la qual es van reincorporar a la Unió. En total moriren més de 620.000 persones en el conflicte, 360.000 pel nord i 260.000 al Sud, i les pèrdues econòmiques poden avaluar-se en 10.000 milions de dòlars americans.
Però mort Lincoln, partidari del perdó i la readmissió a la unió dels estats separats, els seus successors entregaren el territori a una ocupació militar que durà fins al 1877, any en què tots els estats seran readmesos com a iguals. El territori caigué en mans dels carpet-baggers, arribistes i especuladors de terres, i alguns desposseïren famílies de llurs propietats.
Conseqüències del conflicte foren:
- Gran pèrdua humana del sud i del nord, de la qual trigarien a recuperar-se.
- Desorganització social a causa de la fi de l'esclavatge. Les condicions socials de les persones de color al sud no milloraria, i serien segregats fins a la meitat del segle xx
- Durant la guerra, els sudistes confiaren més en els negres, per tal que no fugissin al Nord i els ajudessin. Amb l'ocupació la cosa canvià i les constitucions estatals s'adaptaren a la supremacia blanca. Això propiciaria la formació del Ku Klux Klan.

### Aparició del Ku Klux Klan

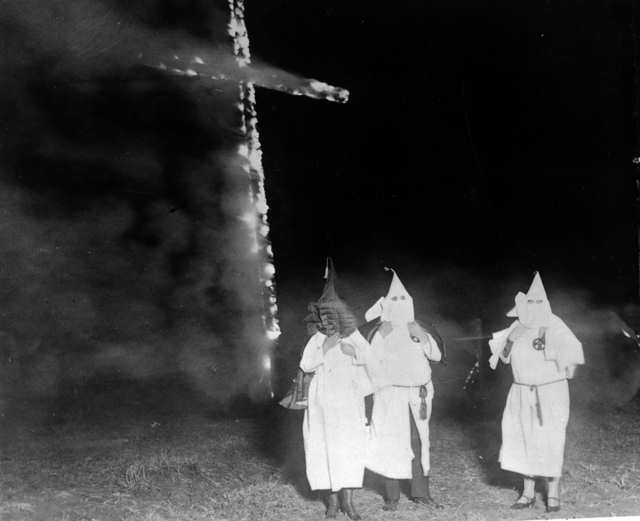
El Ku Klux Klan cremant una creu

El Ku Klux Klan fou organitzat a Pulaski (Tennessee) el 1866 per sis joves excombatents confederats, per protegir els sudistes de les espoliacions i vexacions a les que pretesament els sotmetien els negres i els carpet-baggers. El nom procedia del grec Kyklos (Cercle), i empraven carotes i caputxes blanques. Com que comprovaven que això esglaiava als supersticiosos negres, i que després de les seves accions esdevenien temporades de tranquil·litat, s'ho prengueren més seriosament.
El 1867 es reuniren a Nashville organitzacions de tot el Sud, i escolliren al general Nathan Bedford Forrest com a Great Wizard. Els membres del Klan eren vampyres i els càrrecs eren Gran Drac, Gran Tità i Gran Cíclop. Entre el 1868 i el 1870 assoliren grans accions, però aviat degeneraren, puix que alguns membres actuaren pel seu compte, i fins i tot nordistes a sou i bandolers, empraren les vestimentes en accions per tal de desprestigiar el grup. Per això els seus dirigents el dissolgueren el gener del 1869, tot i que fins al 1871 actuaren esporàdicament alguns elements incontrolats. Més tard fou reorganitzat, però poc tenia a veure amb el que es va fundar el 1866.

### Guerrilles sudistes a la fi del conflicte
A l'estat de Missouri, encara que va romandre fidel a la Unió, alguns grups de partidaris de la Confederació s'agruparen en quadrilles de guerrillers i atacaren bancs, granges i transports de nordistes per tal d'assolir diners per a la Confederació. Les més famoses foren les de William C. Quantrill i Bloody Will Anderson, que actuaren entre el 1862 i el 1866. Quantrill i Anderson van morir en sengles emboscades el 1864 i el 1865. Un dels joves membres del grup, Jesse James (1847-1882), va refer el grup el 1866 i amb el seu germà Frank James i els germans Younger van fer la guerra pel seu compte atracant bancs i ferrocarrils, ja que llurs terres havien estat arrabassades pel govern.
Fins al 1882 van atracar 11 bancs, 7 furgons i 3 diligències, i mataren 16 agents d'ordre i soldats del nord. Perseguits fins a extrems no sospitats, sempre trobà col·laboració de la gent espoliada i aconseguí amagar-se i refer la banda. El 1876 foren arrestats els germans Younger, condemnats a cadena perpètua, Jesse James fou assassinat per Bob Ford d'un tret a l'esquena a canvi de diners el 1882, i Frank James s'entregà poc després. Fou alliberat el 1883 i morí de vell a la seva granja el 1915. Els germans Younger supervivents, Cole i Jim, foren amnistiats el 1902.

## L'esperit sudista després de la guerra i els neoconfederats
Després de la guerra, malgrat l'assassinat d'Abraham Lincoln per un fanàtic sudista, John Wilkes Booth, no se seguiren actes de represàlia contra els polítics o els generals sudistes, llevat casos excepcionals, com el de Henry Wirz, comandant del camp de concentració d'Andersonville. L'esperit que animà els confederats fou continuat per organitzacions benèfiques per a veterans de la guerra, com la Sons of Confederate Veterans (SCV), fundada el 1896, i la United Daughters of Confederacy (UDC), fundada el 1894 per Caroline Meriwether Goodlett (1833-1914) i Anna Davenport Raines (1853-1915), antigues infermeres de l'exèrcit sudista. El 1896 també es va obrir a Richmond (Virgínia) el Museu de la Confederació, dipòsit de nombrosos objectes i documents relacionats amb els Confederats.
En el pla polític, han aparegut alguns partits i associacions reclamant la independència de la Confederació, però la seva importància sempre ha estat escassa. Destaquen darrerament la League of the South i el Southern Party, així com el Southern Independence Party (SIP), dirigit per Vance Beaudreau, tots ells encoratjats per la revista Southern Partisan.
Els Estats Units van quedar políticament dividits a causa de la guerra: els estats del nord van mostrar una tendència a favor del partit de Lincoln, el Partit Republicà fins a la meitat del segle xx. Per contra, els estats del sud van votar consecutivament pel Partit Demòcrata. Aquestes tendències, però, es van revertir la segona meitat del segle xx, en què el sud, més conservador, es va identificar amb les polítiques conservadores del Partit Republicà, i el nord, més liberal, amb les polítiques del Partit Demòcrata. Aquesta nova tendència s'ha conservat fins ara.

## Llista de personatges relacionats amb el Sud
- Ambrose Powell Hill
- Albert S. Johnston
- Joseph Eggleston Johnston
- James Longstreet
- Rose O'Neal Greenhow
- Shelby Foote
- Harper Lee
- Carson McCullers
- William Faulkner
- Henry Timrod
- John Pendleton Kennedy
- William Gillmore Simms
- Sidney Lanier
- Caroline Lee Hentz